# Gertrud Wurmb
Gertrud Wurmb (* 26. September 1877 in Gelting; † 6. April 1956 in Aurich) war eine deutsche Malerin.

## Leben
Gertrud Wurmb besuchte die Malschule des Vereins der Berliner Künstlerinnen und erhielt unter anderem Unterricht bei Ernst Friedrich Hausmann (1856–1914) und Ludwig Dettmann; später besuchte sie in Berlin die Akademie Fehr von Conrad Fehr, die dieser als Alternative zu der Berliner Akademie der Künste gegründet hatte. Nach dieser Ausbildung wechselte sie zu dem Freilichtmaler und Maler religiöser Themen, Wilhelm Dürr.
Sie betrieb noch weitere Studien unter Gustave Courtois in Paris und wurde als Mitglied in die Academie francaise aufgenommen.
1903 besuchte sie, gemeinsam mit Emmy Gotzmann, die Künstlerkolonie Ekensund.
Später übersiedelte sie nach Berlin und nach dem Zweiten Weltkrieg (andere Quelle 1939) nach Aurich in die Hans-Böckler-Allee 10.
Sie malte überwiegend in Öl, aber auch vereinzelt in Aquarell und fertigte Zeichnungen an; außerdem schuf sie Illustrationen zu Roben Haven Schaufflers The romatic Germany.
Mit impressionistischen Landschaftsmalereien, Stadtansichten und Porträts war sie auf verschiedenen Ausstellungen in Hamburg, unter anderem 1905 auf der dortigen Frühjahrsausstellung des Kunstvereins sowie 1906/1907 auf der Ausstellung im Glaspalast in München und 1907 sowie 1910 auf der Großen Berliner Kunstausstellung in Berlin vertreten. Im Dezember 1945 war sie auf der Ostfriesischen Kulturschau in Aurich vertreten und erhielt für ihr Bild Dorfbild aus Angeln als zweiten Preis 1.000 Reichsmark.
Sie nahm 1946 an der ersten Nachkriegsausstellung der Ostfriesischen Landschaft in Aurich und Emden teil sowie 1948 an der Frühjahrsausstellung des Bundes Bildender Künstler Ostfrieslands in Aurich.

## Mitgliedschaften
1947 trat Gertrud Wurmb dem 1946 gegründeten Bund Bildender Künstler Ostfrieslands bei.